# Coursetia ferruginea
Coursetia ferruginea là một loài thực vật có hoa trong họ Đậu. Loài này được (Kunth) Lavin miêu tả khoa học đầu tiên.